# Sandwithia guyanensis
Sandwithia guyanensis är en törelväxtart som beskrevs av Joseph Lanjouw. Sandwithia guyanensis ingår i släktet Sandwithia och familjen törelväxter. Inga underarter finns listade i Catalogue of Life.